# Arima Harunobu
En aquest nom japonès, el cognom és Arima.
Arima Haranobu (1561-1612) va ser un dàimio del període Sengoku i del començament del període Edo de la història del Japó.
Haranobu va lluitar conjuntament amb el clan Shimazu durant la batalla d'Okita Nawate el 1584 i posteriorment va servir sota les ordres de Toyotomi Hideyoshi, per la qual cosa va estar present durant les invasions japoneses de Corea (1592 - 1598). Posterior a la mort de Hideyoshi, Haranobu va donar suport al bàndol d'Ishida Mitsunari, que s'oposava a Tokugawa Ieyasu durant la batalla de Sekigahara.
Haranobu va ser batejat en l'any de 1579, per la qual cosa la religió catòlica ràpidament es va estendre al sud de la península. Va ser per aquestes dates que es va obrir el primer seminari al Japó, a Kitaarima.
Arima va ser executat el 1612 i paradoxalment el seu fill Arima Naozumi es convertiria en un perseguidor dels catòlics.